# Karang Sengon
Karang Sengon is een bestuurslaag in het regentschap Bondowoso van de provincie Oost-Java, Indonesië. Karang Sengon telt 1078 inwoners (volkstelling 2010).